# Praha (berg i Tjeckien)
Praha är ett berg i Tjeckien.   Det ligger i regionen Mellersta Böhmen, i den centrala delen av landet, 60 km sydväst om huvudstaden Prag. Toppen på Praha är 862 meter över havet.
Terrängen runt Praha är kuperad norrut, men söderut är den platt. Runt Praha är det ganska glesbefolkat, med 28 invånare per kvadratkilometer. Närmaste större samhälle är Příbram, 14,3 km öster om Praha. I omgivningarna runt Praha växer i huvudsak barrskog.